# Rheinsteig

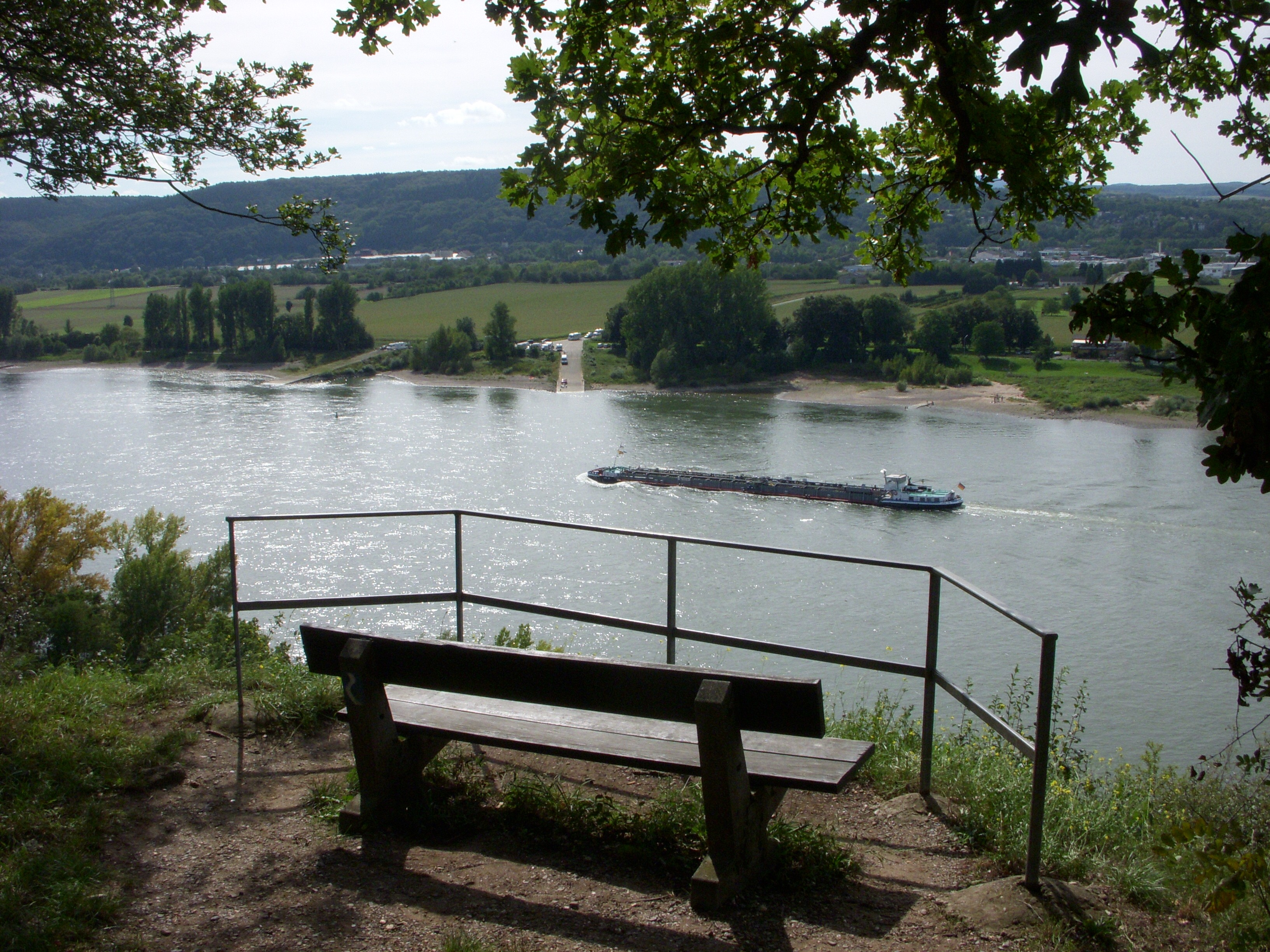
Rheinsteig vid Dattenberg, 2011.

Rheinsteig (tyska för: Rhenstigen) är en 320 kilometer lång vandringsled längs Mittelrhein mellan Bonn och Wiesbaden i Tyskland. Rheinsteig, som öppnades den 8 september 2005 är ett samarbetsprojekt mellan Nordrhein-Westfalen, Rheinland-Pfalz och Hessen.

## Sträckningen

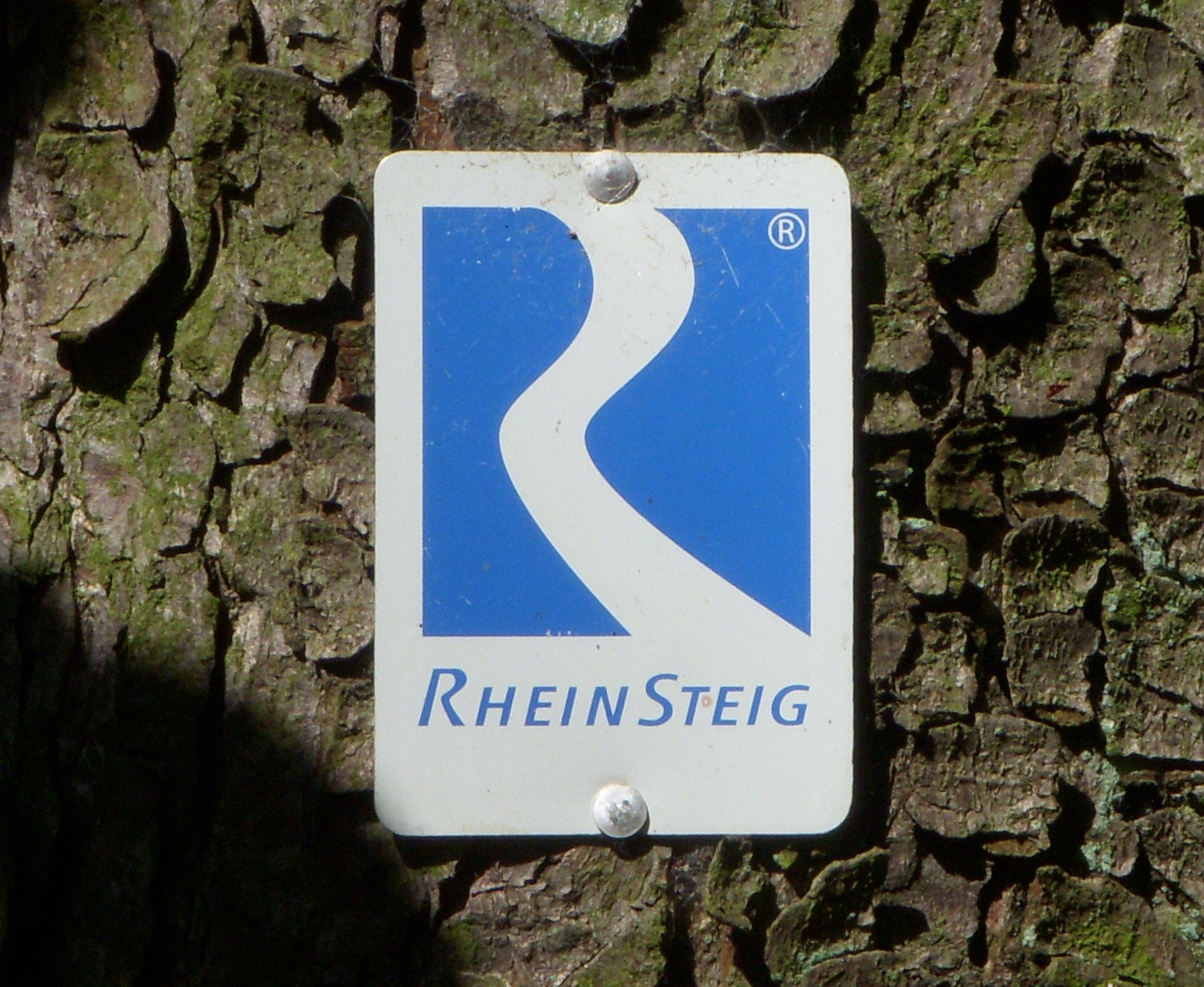
Vägmarkeringen

Vandringsleden Rheinsteig börjar i Bonn och för längs högra (östra) Rhensidan söderut. Från Bonn sträcker sig leder  över Siebengebirge, runt Neuwieder Becken, genom Bad Honnef, genom Koblenz och slutar i Wiesbaden vid slottet Biebrich. På sträckan Koblenz-Rüdesheim am Rhein genomkorsar Reinsteig kulturlandskapet övre Mittelrheintal, som är sedan år 2002 ett av Tysklands världsarv. Stigen går oftast längs Rhens höjder och passerar ett flertal dalgångar. Stigen leder förbi många slott och borgar och bjuder på en mängd rastplatser med enastående utsikt över Rhendalen. På vissa avsnitt har den samma sträckning som den äldre Rheinhöhenweg.
Vägmarkeringen är ett stiliserat vitt "R" (liknande en slingrande väg) på blå botten, det finns totalt 8000 sådana markeringar samt cirka 900 informationsskyltar. Även anslutningsvägar från järnvägsstationer eller båtbryggor är markerade.